# Трънско ждрело
Трънското ждрело (или Ломнишко ждрело, Ждрелото на река Ерма) е каньоновиден пролом (ждрело) на река Ерма в Западна България, в най-източната част на планината Руй, в Община Трън, област Перник, на около 3,5 km северно от град Трън.

## Географско описание
Цялата дължина на ждрелото е около 2,8 km, а надморската му височина е около 650 m. Започва югоизточно от село Ломница на 677 м н.в. и се насочва на североизток. След около 300 m е най-тясната му част (дължина около 100 м и ширина 5 m), където надморската височина е около 650 м, след което проломът малко се разширява и оградните му склонове стават сравнително наклонени. Завършва югозападно от малкото село Богойна на 630 м н.в.
Реката се е всякла на около 120 m в горноюрските варовици и оградните склонове са стръмни, на места отвесни.
В геоложко отношение феноменът е изграден от здрави варовици, образувани преди около 200 млн. г. в морски басейн, със сложен и разнообразен строеж. Той е съвсем тесен в основата си и реката образува карстови улеи и малки водопади. До средната си част стените му са отвесни, а широчината им не надвишава 10 – 15 m. Извисяващите се над реката канари се наричат Църквището и Жилав камък. Самото ждрело представлява дълбока над 120 m теснина с дължина 150 м. Образувало се е в продължение на хиляди години ерозионен процес от въздейстието на реката, която малко по малко си е проправяла път през скалата. Въпреки че се намира в пограничен район, в миналото тази защитена местност, е била много посещаван туристически обект. Имало е изградени хижа, ресторант, почивна база с парк и езеро. През 90-те години всичко това е занемарено и днес до него се стига по лошо поддържан асфалтов път. Друга връзка, по която се стига до ждрелото, е тунел, останал от Втората световна война. Той е прокопан от немците, но развоят на военните събития налагат прекратяването на строежа и той остава незавършен. На това място има запазени дървени мостове над реката, от където се разкрива невероятна гледка.
Красотата на ждрелото е възхвалено от Алеко Константинов в негов пътепис, където написва: „Какво, Швейцария ли?“

### Легенда
Трънското ждрело е свързано с местна легенда за невъзможната любов между двама влюбени – богата девойка и беден младеж. Майчина клетва ги проклела и те се превърнали в две скали от двете страни на река Ерма, така че да са винаги близо един до друг, но никога заедно. Водите на реката били подхранвани от сълзите на двамата разделени.

## Туризъм
Мястото е изключително живописно, лесно достъпно и в близост до столицата. От град Трън до Трънското ждрело разстоянието е 3 км, има поставени табели. От южния край на ждрелото води началото си Трънската екопътека, която е с дължина 13 км, като преминаването по цялата ѝ дължина отнема около 8 часа. Друг изходен пункт за екопътеката е село Банкя, в близост до което се намира и Ябланишкото ждрело. Пътеката съдържа серия от равни участъци предимно край реката, но има и много стръмни изкачвания и слизания, мостове и стълби. Не се препоръчва посещението на обекта във влажно или мъгливо време. По целия маршрут са препоръчителни затворените и стабилни обувки, тъй като камъните са хлъзгави дори в сухо време. По цялата екопътека няма извори с питейна вода.
При тръгване от паркинга в началото има изграден кът за отдих с беседки, маси с пейки, детски люлки и катерушки. В началото се върви по левия бряг на реката, после по дървен (стар, но стабилен) мост се минава на другия бряг. След това се преминава през изкуствено прокопан тунел. 20 м след изхода му може да се слезе от широката пътека по вече стръмна и тясна пътечка, отвеждаща право до ждрелото на река Ерма (има обозначителна табела, която е занемарена и трудно се забелязва). Самото ждрело не е по-дълго от 100 м. Долу при реката има малко, но много подходящо място за разпъване на палатка. През реката има мост откъдето се вижда ждрелото от другата му страна. След него се препоръчва да се върнете обратно, но може да се продължи от другата страна на моста с много стръмно изкачване по скалите чак до подножието на зъберите Църквището и Жилав камък. Тази част от пътеката обаче вече не е благоустроена и е много трудна. Отгоре се излиза на открито място в с обзорна площадка с хубава гледка към района. Слизането е по стръмна пътека или по черен път с по-полегат наклон, който води обратно към паркинга.
През 1961 г. ждрелото е обявено за природна забележителност с площ от 9 ha. Трънското ждрело на река Ерма е под номер 39 в стоте национални туристически обекта на Българския туристически съюз. Печатът се намира в механа Ерма на километър преди ждрелото и в туристическия информационен център на град Трън.
Забележителностите наблизо са: Музей на киселото мляко в Студен извор; скален параклис в град Трън, където е живяла света Петка.

## Топографска карта
- Лист от карта K-34-46. Мащаб: 1 : 100 000.